# 1990 في فنلندا
فيما يلي قوائم الأحداث التي وقعت خلال عام 1990 في فنلندا.

## سياسة

### تعيين في المنصب
- 28 فبراير – تاريا هالونن وزير العدل [الإنجليزية]‏.
- 13 يونيو – إليزابت رين Minister of Defence (Finland) [الإنجليزية]‏.

## مواليد

### مارس
- 29 مارس – تيمو بوكي لاعب كرة قدم فنلندي.

### يونيو
- 12 يونيو – روبي أهونين لاعب كرة سلة فنلندي.
- 19 يونيو – هنري كونتينين لاعب كرة مضرب فنلندي.

### أكتوبر
- 5 أكتوبر – بيا باكارينن
- 25 أكتوبر – سارا شفق

## وفيات

### يناير
- 7 يناير – إيرو بوك (مواليد 1910) لاعب شطرنج فنلندي.